# 老江身泡
老江身泡是一个位于中国黑龙江省绥化市的微咸水湖，面积约为10.03平方千米，属于东北平原。它的一级流域为黑龙江流域，二级流域为松花江水系。